# Herb powiatu ostrowieckiego
Herb powiatu ostrowieckiego – jeden z symboli powiatu ostrowieckiego, autorstwa Jerzego Michty, ustanowiony 24 stycznia 2003.

## Wygląd i symbolika
Herb przedstawia na tarczy dzielonej w słup w polu lewym niebieskim żółty krzyż patriarchalny, a w polu prawym czerwonym żółte godła ułożone w słup w kolejności od góry do dołu: Strzała rozwidlona ku dołowi, gwiazda sześcioramienna i półksiężyc poziomy rogami do góry ułożony. Pole czerwone zawiera godła herbu Ostrogski, które są zawarte w herbie Ostrowca Świętokrzyskiego - stolicy powiatu. Natomiast pole drugie to symbol Gór Świętokrzyskich - krainy, w której leży większość terytorium powiatu oraz województwa świętokrzyskiego.